# Nova Gorica

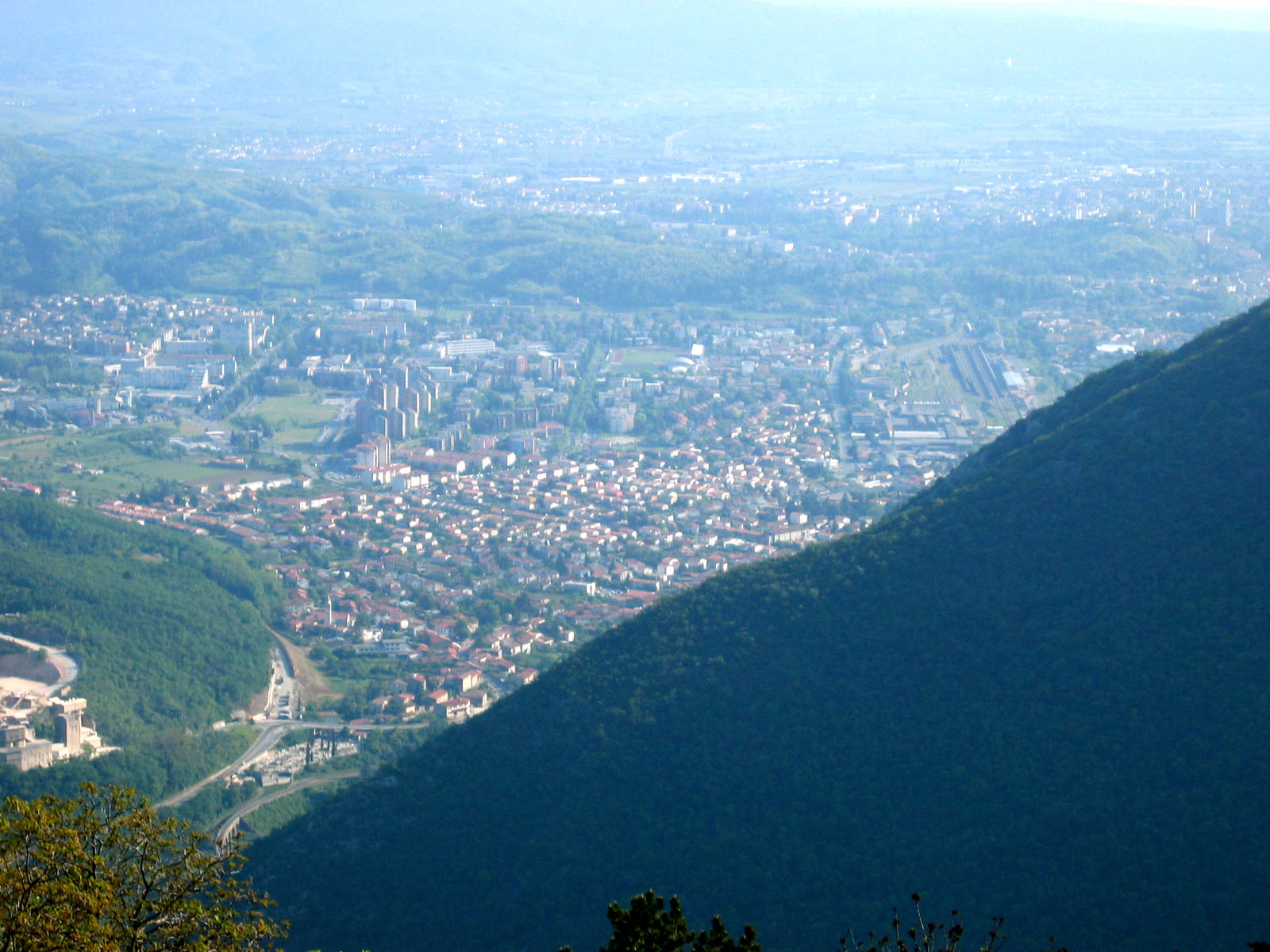
Utsikt över Nova Gorica från Sveta Gora.

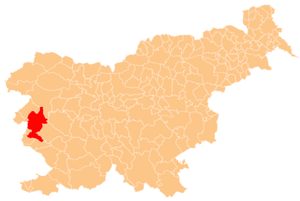
Nova Goricas läge i Slovenien.

Nova Gorica ("Nya Gorica") är en stad och kommun i västra Slovenien, belägen vid gränsen till Italien. Kommunen hade 32 385 invånare den 30 juni 2008. Själva centralorten hade 13 290 invånare i slutet av 2007, på en yta av 3,5 kvadratkilometer. Staden fick sitt namn efter andra världskriget, då halva staden Gorica (italienska Gorizia) med stadens centrum hamnat på den italienska sidan av gränsen, då gränsen flyttats genom fredsavtalet. Därav blev namnet "Nya Gorica" på stadsdelen som plötsligt hade blivit en ny stad i det nya Jugoslavien som återupprättats efter andra världskriget. Invånarna i Nya Gorica kallar den i allmänhet dock endast för Gorica och hänvisar till den gamla, numera italienska delen av staden som "Gamla Gorica".

## Sport
- ND Gorica